# Hadwartesdorf
Hadwartesdorf ist ein abgekommener Ort in der Gemeinde Tattendorf in Niederösterreich.
Der Ort bestand ursprünglich aus 19 Urlehen und verfügte anlässlich seiner Erwähnungen im Urbar des Stifts Klosterneuburg zwischen 1258 und 1340 über 23 Lehen. Im Jahr 1447 sind nur mehr vier Lehen belegt und 1512 wird Hadwartesdorf als öde bezeichnet. Der Ort befand sich östlich von Tattendorf.